# 戶外拓展訓練
外展訓練，簡稱拓展訓練或戶外訓練，是一種體驗式教學課程，透過在戶外的自然環境所舉行的一些精心設計的活動，以達到培訓學員的目的。活動可訓練學員的解決問題技巧、團隊精神、領導才能、求生技能等等，視乎課程的設計而定。
在戶外拓展訓練中，常見的活動包括團體遊戲、遠足、攀石、野外定向、划獨木舟、爬繩網等等
。
戶外拓展訓練一般包含四個階段：
1. 團隊熱身：熱身活動以簡單為主，主要加深學員之間的互相認識和了解，以及放鬆心情，為之後的階段做好準備。
2. 個人項目：個人任務著重心理挑戰，主要考驗每位學員的心理承受力，以及獨立思考。
3. 團隊項目：透過困難的團隊活動，提高學員的合作意識和團隊精神，藉此加強學員之間的配合、默契、理解和信任。
4. 回顧總結：回顧及總結整個訓練，幫助學員消化自己所學習到的東西，以及思考如何運用到現實生活中。